# جيمس هابارد (لاعب دارت)
جيمس هابارد (بالإنجليزية: James Hubbard)‏ هو لاعب دارت بريطاني، ولد في 24 يوليو 1992 في إنجلترا في المملكة المتحدة.

## وصلات خارجية
- جيمس هابارد على موقع DartsDatabase.co.uk (الإنجليزية)